# Het verre Centaurus (boek)
Het verre Centaurus is een bundeling sciencefictionverhalen uit 1978 bijeengebracht door Robert Silverberg onder de titel Deep space. De titel verwijst naar het centrale thema. De Nederlandse uitgeverij A.W. Bruna Uitgevers koos echter voor de titel van het verhaal van A.E. van Vogt, van Nederlandse komaf. Het verre Centaurus was laatste in de sciencefictionreeks van Bruna, volgende uitgaven verschenen als Zwart Beertje. De belangstelling voor sciencefiction was destijds tanende. Alleen Meulenhoff SF ging destijds nog door met een speciale reeks, maar moest die ook uitbreiden met het genre fantasy.
| Schrijver         | Originele titel    | Jaar | Titel Bruna         |
| ----------------- | ------------------ | ---- | ------------------- |
| Chad Oliver       | Blood’s a rover    | 1952 | Zwerversbloed       |
| Jack Vance        | Noise              | 1952 | Geluid              |
| Harlan Ellison    | Life hutch         | 1956 | Reddingskluis       |
| Damon Knight      | Ticket to anywhere | 1952 | Passe-partout       |
| Robert Silverberg | The sixth palace   | 1965 | Het zesde paleis    |
| Gordon R. Dickson | Lulungemena        | 1953 | Lulungomena         |
| A.E. van Vogt     | Far Centaurus      | 1944 | Het verre Centaurus |